# Vlkodlak

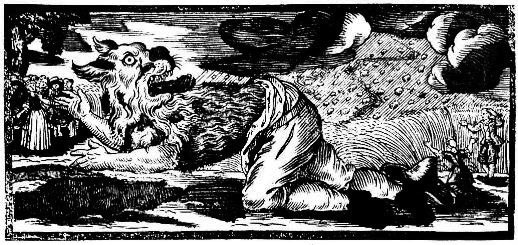
Německá dřevořezba z roku 1722

Vlkodlak či Lykantrop je v evropských mýtech a folklóru člověk měnící se ve vlka, případně v hybrida člověka a vlka. Příčina tohoto statusu bývá různá, například kletba, specifické okolnosti narození nebo pokousáním/zraněním, kdy dojde k nakažení vlkodlakem. Lidé měnící se ve zvířata, včetně vlků, jsou známi i v mimoevropských kulturách, většinou se jedná o šamany či čaroděje.
Nejstarší doklady o víře v lidi měnící se ve vlky pochází z antiky. V raném novověku byli vlkodlaci spojováni s čarodějnictvím a existují případy lidí, kteří byli zvláště ve Francii, Švýcarsku a Německu v 16. a 17. popraveni jako údajní vlkodlaci, například Peter Stumpp. Později v gotickém románu 19. století a pulpové literatuře počátku 20. století jsou prezentováni také zpravidla negativně. Později se vlkodlaci objevovali zpravidla ve fantasy a horroru a vznikl současný populární obraz vlkodlaka. Spolu s ním se také začalo ve fantastice používat slovo lykantrop pro lidi měnící se v jiné druhy zvířat.
Lykantropie, přesněji klinická lykantropie, je také název duševního onemocnění, kdy člověk sám sebe vnímá jako zvíře, nejčastěji právě vlka.

## Etymologie
České slovo vlkodlak má zřejmě původ v praslovanském *vъlkodlakъ – složenina ze slov *vъlkъ (vlk) a *dlaka (srst) – jedná se tedy o jedince, co má vlčí srst. Slovo vъlkъ pak vychází z indoevropského *wlkwo. S českým slovem pak souvisí slovensky vlkolak, polsky wilkołak, srbochorvatsky vukodlak a bulharsky вълколак (vălkolak); vzdáleně příbuzné je litevsky vilkolakis.
Ze slovanských jazyků je odvozené i novořecké označení vlkodlaka vrykolakis a vulkolaka, albánské vurkolak, rumunské vârcolac (v dialektech i vrukolak, brukolak) a turecké vurkolak.
Anglické slovo werewolf a německé werwolf jsou složeninami slov wer (člověk) a wolf (vlk).
Lykantrop pochází ze starořeckého lukánthropos (z λύκος lúkos „vlk“ a ἄνθρωπος, ánthrōpos
„člověk“). Je vzácně doloženo až z doby pozdní antiky a vždy v kontextu klinické lykantropie popsané Galénem. Pro vlkodlaky se počalo používat až kolem roku 1830.

## Historie
Nejstarší písemné doklady o lidech měnící se ve vlky pochází z antického Řecka. Hérodotos ve svých Dějinách z 5. století př. n. l. zmiňuje o kmeni Neurů obývajícím severovýchodní Skýtii, jehož všichni příslušníci se každý rok na několik dní proměnili ve vlky. Ve 2. století př. n. l. geograf Pausaniás ve svém díle Cesty po Řecku zmiňuje mýtus o králi Lykáónovi („Vlkovi“), který obětoval Diovi Lykaiovi („vlčímu Diovi“) dítě a ten jej za to potrestal proměnou ve vlka. Později byl tento příběh zpopularizován v Ovidiových Proměnách a lidi měnící se ve vlky zmiňuje též Vergilius, Plinius starší a Petronius. Posledně jmenovaný autor ve svém Satirikónu popsal případ vojáka, který ve vlčí podobě loupil, ale byl přitom zraněn. Později podle stop lidé našli umírajícího vojáka se stejnými ranami, jaké předtím zasadili vlkovi.
Německé slovo werwolf bylo poprvé zmíněno Burchardem z Wormsu v 11. století a Bertoldem z Řezna ve 13. století. Vůbec se však neobjevuje v germánské poesii či fikci. Ve Skandinávii však vlkodlaky připomínají úlfhéðnar, muži ve vlčí kůži bojující v transu spojovaném s Ódinem stejně jako berserkové. Ze středověku také pochází doklady o slovanských a baltských vlkodlacích, přičemž jsou tato etnika s vlkodlaky spojena i v severských pramenech.
Také v keltském prostředí se o vlkodlacích dovídáme až ve středověku, bretaňská romance Bisclavret vlkodlaka popisuje jako nevinnou oběť kletby. Podobný obraz nabízí i francouzský rytířský román Guillaume de Palerne. Z Furlanska na severu Itálie pochází středověké zprávy o benandantech, vlkodlacích chránících lidi proti čarodějnicím. Poslední z nich byl benátskou inkvizicí zadržen roku 1629. Ještě v 19. století se ale v sousedním Slovinsku objevovaly folklórní pověsti o bílém vlkodlaku krstnikovi, který bojuje s upíry, čarodějnicemi a škodlivými černými vlkodlaky. Negativní obraz divokého a zuřivého vlkodlaka se objevil kolem poloviny 15. století, v téže době kdy se do širokého povědomí dostala představa zlovolné čarodějnice. Čaroděje měnící se ve vlky zmiňuje například Formicarius německého teologa Johanna Nidera z 30. let 15. století a během čarodějnických procesů ve švýcarském kantonu Valais probíhajících v letech 1428 až 1447 se obvinění přiznávali že na sebe brali podobu vlků a napadali dobytek. V 2. polovině 16. století proběhlo několik procesů s údajnými vlkodlaky v pohoří Jura na východě Francie, nejznámějším z těchto případů byl sériový vrah, údajný kanibal a vlkodlak Gilles Garnier, upálený roku 1574 v Dole. Roku 1589 byl lámán kolem "porýnský vlkodlak" a údajný sériový vrah Peter Stumpp, který podle doznání na mučidlech vraždil ve vlčí podobě. Roku 1598 byl ve francouzském městě Châlons upálen další údajný vlkodlak Nicolas Damont, zřejmě pedofil, který zneužil a zavraždil několik dětí. Za vlkodlaka se považoval také livonský stařec Thiess vypovídající v roce 1692 před soudem kvůli obvinění z pytláctví a modloslužebnictví, byl však pouze zmrskán a postaven na pranýř. Ještě roku 1853 se argumenty spojené s lykantropií objevily v procesu se španělským sériových vrahem a údajným kanibalem Manuelem Blanco Romasantou, který se snažil přesvědčit soudce, že je vlkodlak a za své vraždy proto nenese zodpovědnost.

### Slované
Písemné zmínky o vlkodlacích pochází už z raného středověku. Podle Slova o pluku Igorově se ve vlka v noci měnil kníže Všeslav, podobné podání existuje o Bojanovi, synovi bulharského cara Symeona I. Ve vlka se mění hrdina srbských písní Drak ohnivý vlk. Mezi další zprávy patří tvrzení ve starosrbském zákoníku z roku 1262 že vlkodlaci způsobují zatmění slunce a měsíce, což připomíná severského Fenriho, nebo zmínka o vlkodlakovi na dalmatském ostrově Pašmanu z roku 1403. V Čechách pochází nejstarší zmínka z Alexandreidy ze 14. století. Roku 1652 byl v Turnově vyslýchán ovčák Jiřík Loula, který podle výpovědi uměl komunikovat s vlky. Této schopnosti ale využíval k ochraně domácích zvířat a vyvázl pouze s napomenutím. Soudní procesy s domnělými vlkodlaky však v Českých zemí nebyly zaznamenány.
V lidové víře se o vlkodlacích objevují podobné příběhy jako o upírech a tyto dvě bytosti jsou často ztotožňovány. Existuje mnoho způsobů jak se jím člověk stává, jedná se například o ty, co se narodili nohama napřed, nebo se zuby, děti ženy a upíra nebo vlka, narození pod vládou určité planety. Stačí se také napít z vlčí stopy. Do vlkodlaka může být člověk i zaklet čarodějnicí, nejčastěji se tak stává novomanželům jedoucím na svatbu. Takoví vlkodlaci neškodí, ale musí zůstat ve vlčí podobě, dokud je ten, kdo je zaklel, neodkleje. Proměnit se může i mrtvý, přes něhož přeběhne kohout, kočka nebo pes. V noci pronásleduje mladé ženy a se svou vdovou má děti bez kostí.
Vlkodlaci se mění i v jiná zvířata než ve vlka, například v koně, krávu, psa, kočku nebo slepici. K proměně dochází buď v noci, v pozici kozelce nebo o slunovratu, zrušit jí mohlo kohoutí zakokrhání nebo oslovení křestním jménem. V noci škodí dobytku, kterému saje mléko, a posílá na něj nemoci, kromě toho ubližuje i lidem. Na Istrii a v některých částech Slovinska se věřilo, že každá rodina má svého vlkodlaka (kudlak), který jí škodí, a zároveň bílého vlkodlaka krsnika, který ji před ním chrání.
Velmi podobné představy o vlkodlacích jako Slované měli i Baltové, hlavně Lotyši a Litevci. U nich však vlkodlaci nebyli vnímání negativně, v Lotyšsku se věřilo, že k proměně stačí člověku protáhnout se za úplňkové noci dírou pod kořeny stromu, nejčastěji borovice, a odříkat přitom příslušná zaklínadla. Švédský kronikář Olaf Magnus popsal počátkem 16. století Litvu jako zemi zamořenou vlkodlaky. Ti se měli scházet na Štědrý večer a soutěžit ve skákání přes zdi, ten, který zeď nepřeskočil, byl ostatními potrestán. Podle Magnuse litevští vlkodlaci trhali dobytek a ovce, také se ale vloupávali do sklepů a vypíjeli ze sudů pivo, což měl být hlavní rozdíl mezi vlky a vlkodlaky.

## Tradiční obraz
Poměrně zajímavé a komplikované byly i představy o procesu, kterým se člověk nebo umrlec mohl stát vlkodlakem. Tyto představy lze rozdělit do několika základních skupin a je třeba mít na paměti, že nikde nebyly všechny tyto možnosti uznávány.
1. Způsob či doba narození – do této skupiny patří názor, že vlkodlakem se stává zejména ten (stát se jím nemusí, ale je to velmi pravděpodobné) kdo se narodí s již vyrostlými zuby, nebo nohama napřed, dále jsou to lidé narození v určitých astrologických momentech (např. za úplňku, 24. prosince). Vlkodlakem se člověk musí stát, pokud pochází ze styku ženy s upírem, nebo vlkem; pokud žena neotěhotněla s upírem (vlkem), ale měla s ním pohlavní styk, je to pouze velmi pravděpodobné. Je třeba si uvědomovat, že vlkodlaci od narození mají možnost proměňovat se i v jiná zvířata, než je vlk (ne ve všechna, ale je jich poměrně značný počet např. medvěd, pes, kočka, kráva)
2. Zakletí – pokud čaroděj (nikoli čarodějnice) zakleje člověka do vlčí podoby, stává se „hodným“ vlkodlakem, který lidem nijak neškodí, naopak jim různě pomáhá v boji s upíry a ostatními vlkodlaky
3. Přímým stykem – pokousání vlkodlakem již existujícím, vypití vlkodlačí moči (někdy stačí jakýkoli styk s touto močí) nebo spojením krve vlkodlaka a člověka.
4. Měňavci – měňavci jsou v celém rodu, ale někdy se přece najde někdo, kdo se nezmění, dokážou měnit ve většinu zvířat, ale někdy se najde někdo, kdo zastaví proměnu jen u jednoho zvířete v celém rodě, měňavci na rozdíl od ostatních svoji podobu ve zvířeti mohou ovládat a měnit kdykoliv se jim zachce
5. Umrlci – umrlec se vlkodlakem stane, pokud přes jeho hrob přeběhne kočka, pes, nebo kohout.

Způsob, jakým se člověk stane vlkodlakem ovlivní i jeho další chování. Pokud se člověk vlkodlakem narodil, byl nutně zlý, napadal dobytek i lidi, sál mléko a sesílal na dobytek mor. Obrana proti němu byla velmi složitá a prakticky nejjednodušší bylo zlikvidovat ho v jeho lidské podobě.
Zakletí vlkodlaci byli dobří, lidem pomáhali, vysvobozeni mohli být pouze tak, že z nich týž čaroděj, který je zaklel, opět kletbu sňal. Vlkodlaci, kteří se stali vlkodlaky stykem s jiným vlkodlakem, nebyli nutně zlí (ačkoli zpravidla tomu tak bylo). Jejich přeměny byly často poměrně složité a proto se jich šlo zbavit jak v podobě člověčí, tak v podobě vlčí, ačkoliv nejjednodušší známý způsob proměny spočíval v udělání kotrmelce přes kládu. V pověstech některých národů (např. Lotyšů) se vlkodlak musel před proměnou svléknout do naha, přičemž své šaty nutně potřeboval ke zpětné proměně v člověka. Pokud mu šaty někdo ukradl, nemohl se vlkodlak proměnit a zůstal (často natrvalo) ve vlčí podobě. Umrlci byli zpravidla neškodní, většinou se pouze vraceli domů za svojí ženou. Pokud s ní měli dítě, narodilo se bez kostí.
Zajímavostí je, že vlkodlak se za určitých okolností mohl stát vampýrem, zrovna tak dítě vzniklé spojením vlkodlaka a vědmy čekal vždy osud vampýra. Další poměrně zajímavým faktem je, že dost často vlkodlaci v lidovém podání splývali s upíry a existují o nich prakticky stejné historky.